# Velký Vír
Velký Vír byla vesnice na levém břehu Vltavy asi 5 km po proudu řeky pod zámkem Orlík. Na protějším břehu, který byl regulován mj. pro přivazování vorů, byla vesnice Radava. Obě vesnice dnes připomínají jen názvy kempů na březích orlické přehrady. Kemp Velký Vír je na území obce Kožlí.

## Název obce
Název obce se několikrát měnil. V 16. století podle písemností byl název obce Louký Vír. Vysvětlení původního názvu je obtížné, dle Antonína Profouse přídavné jméno louký < luký v češtině není doloženo, je s ním podobné staroslověnské lokb, což znamená  'křivý, nerovný', přeneseně 'zlý, špatný'. Dřívější název byl také Vrbský Vír podle starého rodu, který zde byl v roce 1830 usazen ve dvou z devíti usedlostí, později Welký Vír a konečně Velký Vír. Slovo Vír vysvětluje Profous jako vodní vír.

## Počty obyvatel
V roce 1830 v obci stálo devět usedlostí. Statistický lexikon eviduje  Velký Vír s osadami Loučka a Zrzavý jako obec s 19 domy a 97 obyvateli české národnosti a římskokatolického vyznání. V Historickém lexikonu je uváděn Velký Výr jako součást obce Kozlé, později Kožlí u Písku v okrese Písek. Před zatopením obce zde žilo asi 40 obyvatel.  

## Historie
Velký Vír byl založen stejně jako vesnice v okolí koncem 14. století, v pozdějších staletích obec byla součástí panství Schwarzenbergů. 
Obec nebyla elektrifikována, počítalo se již se stavbou přehrady a jejím zatopením. Nevedla sem žádná veřejná autobusová doprava, bylo nutno dojít pěšky na autobus proti proudu řeky k Orlíku a strmou cestou nahoru do obce Staré Sedlo u Orlíka nebo po převezení na pravý břeh řeky přívozem v Radavě dojít asi 6 do Klučenic.
Obec zanikla v roce 1954 po napuštění orlické přehrady. 

## Život v obci
Před Velkým Vírem se skaliska, na nichž stojí zámek Orlík, postupně snižovala a ustupovala, les se měnil v louky stoupající do Charvátské stráně, na které ležela obec Velký Vír.
Výše, blíže k zámku Orlík na pravém břehu na místě, kterému se pomístně říkalo Kouby, stávala hájovna Vilemína. Před ní do řeky zasahovala skaliska Smržovka, které ale nebyly pro vodáky ani voraře nebezpečné, začínala zde tišina.
Většina obyvatel byli voraři, šífaři, kameníci nebo drobní zemědělci. Předpolím obce bylo několik starých chalup, z nichž nejnovější postavená v roce 1931 měla čp. 12 a patřila rodině Kothajdových. 
Osamoceně na louce byla usedlost Vrbských (čp. 10), v níž už od roku 1883 byl provozován hostinec. V roce 1928 jeho tehdejší majitel František Pecka přistavěl patro a zřídil zde vyhlášené a oblíbené letovisko "Pecka" s dvanácti pokoji a noclehárnou na půdě. Majitel usedlosti a penzionu organizoval výletní jízdy pro turisty i školní mládež z Orlíku do Štěchovic; jízdy lodí (včetně jízdního řádu) měla ve své nabídce ve 20. letech 20. století cestovní kancelář Čedok.
Dál stála obecní pastouška a za ní hostinec "U Vávrů". Hospoda šenkýře Martina Vávry zde bývala již v roce 1664 a hospoda v tomto rodě zůstala až do zatopení obce. Majitel František Vávra v roce 1930 přistavil k šenkovně pokoje pro hosty. Byl hudebníkem a často hrával.
Naproti stál statek Jana Flíčka, nejvýše v obci stál statek Chudých. Mezi staveními bývala dřevěná zvonička z roku 1710. Kousek za těmito domy osamoceně na místě zvaném Loučka stála vila ředitele jedné obchodní školy, které se říkalo profesorova vila, v zahradě stál i zahradní domek. Na místě zvaném Na políčku se do Vltavy vléval Želibský potok, zde stávala vyhledávaná plavecká hospoda.